# 畢思琛
畢思琛（?—?）是一名突厥人，出身於西域畢國（今烏茲別克境內）。擔任過安西四鎮節度使夫蒙靈詧押衙（內營管理者）、大將軍、特進。安史之亂時，原被遣往防守東都洛陽，後降於安祿山，轉為叛軍將領。

## 生平

### 出身
畢思琛生於畢國一支突厥阿史那部落。早期於磧西節度使來曜下做事，後轉為安西四鎮節度使帳下。

### 安史之亂

#### 降於安祿山
天寶十四年（755年），安史之亂爆發，畢思琛被派遣鎮守東都洛陽，雖然防守發揮效果，使安祿山大軍無法輕易攻下，但因楊國忠的錯誤，同年十二月，安祿山的軍隊攻進了洛陽，東都留守李憕和御史中丞盧奕因為不願降於安祿山被殺，畢思琛則隨河南尹達奚珣投降了安祿山。

#### 南陽之戰
「至五月，賊將武令珣、畢思琛等來擊之，眾欲出戰，炅不許。賊於營西順風燒煙，營內坐立不得，橫門扇及木爭出，賊矢集如雨，炅與中使薛道等挺身遁走」
在安祿山稱大燕皇帝的那年（756年），南陽魯炅在葉縣北和滍水之南設置柵欄，率領了嶺南、黔中、山南東道子弟五萬大軍防守。武令珣和畢思琛在同年五月時攻擊魯炅，雙方對峙，史稱南陽之戰。

#### 勸降來瑱
「賊使降將畢思琛招瑱，琛即瑱父曜故將，城下拜泣弔瑱，瑱不應。前後殺賊頗眾，咸呼瑱為『來嚼鐵』」
叛軍轉往攻向穎川太守來瑱，但來瑱準備充足，讓叛軍無處可破。因為畢思琛過去曾是來瑱父親來曜的部將，於是叛軍派遣畢思琛招降來瑱，畢思琛在城下哭泣，但來瑱並未因此投降，繼續以弓箭攻擊叛軍軍隊，大家都稱來瑱為來嚼鐵。

## 其他事蹟

### 與高仙芝冰釋
仙芝既領節度事，謂程千里曰：「公面似男兒，心如婦人，何也？」又謂思琛曰：「此胡敢來！我城東一千石種子莊被汝將去，憶之乎？」對曰：「此是中丞知思琛辛苦見乞。』仙芝曰：「吾此時懼汝作威福，豈是憐汝與之！我欲不言，恐汝懷憂，言了無事矣。」又呼王滔等至，捽下將笞，良久皆釋之，由是軍情不懼。——《舊唐書》 卷140，列傳50，高仙芝
高仙芝代替夫蒙靈詧成為了四鎮節度使，在這之前畢思琛是擔任夫蒙靈詧的押衙，所以畢思琛等人都曾和夫蒙靈詧一同嘲笑過高仙芝，例如夫蒙靈詧會稱呼高仙芝為高麗奴，並羞辱他。得知高仙芝成為四鎮節度使後，畢思琛前去拜訪高仙芝，高仙芝看到畢思琛後，便質問他是否記得奪走了城東的種子田，並告訴他當時是怕他作威作福，而非可憐他才賜予他的，最後告知畢思琛自己已經不計較當時的恩怨了。兩邊透過這次對話消去彼此猜疑之心，後加左金吾衞大將軍，與一子五品官。